# Mint julep
Mint julep är en drink som består av whiskey (normalt bourbon), sockerlag, myntablad och krossad is. Den förknippas med de amerikanska sydstaterna och då i synnerhet med galopptävlingen Kentucky Derby som lanserat den sedan 1938 som sin egen. Under tävlingsdagarna serveras 120 000 drinkar i speciella souvenirglas.
Mint julep nämns första gången som en medicinaldryck 1784, utan att spritsorten anges. En julep är ursprungligen benämningen på en söt och kryddad dryck vätska som ska mildra medicinsmak. Ordet kommer från persiskans ord för rosenvatten.
Traditionellt serveras en mint julep väl kyld i väl kylda bägare av hårdtenn eller silver. På dessa ska kondensen skapa en frostad yta och de hålls därför med fingrarna på botten och tummen på bägarnas kant. Den var populär i sydstaterna redan i början av 1800-talet och lanserades i Washington DC av kentuckysenatorn Henry Clay på 1800-talets första hälft.
Bland annat The Clovers och Ray Charles har haft varsin hit med bluesmelodin "One Mint Julep" på 1960-talet.